# ハマラグヒド
ハマラグヒド (Hamar Lagu Hed, ソマリ語: Xamar Lagu Xidh, Xadhadhan, Xadhaadhanka) はソマリアのトゲアー地域にある町。プントランドが実効支配しており、アイン地域のブーホードレ地区と位置付けられている。（ソマリランドはトゲアー地域全域の領有権を主張している。）
他のブーホードレ地区と同様、1991年にソマリランドが独立宣言した時にソマリランド領となったが、1998年にプントランドが独立宣言するとプントランド領となった。2007年のソマリランドによるラス・アノドの占領以降はソマリランド・プントランド・地元民兵の紛争地域となり、2014年ごろから地元民兵が作ったチャツモ国の支配下となる。その後、チャツモ国は分裂し、その大半はソマリランドの影響下となったが、ハマラグヒドはプントランドの影響が強い地域である。

## 歴史
2014年5月、デュルバハンテ氏族が作った自称国家チャツモ国の代表団は、拠点であるタレーからウィドウィドへの訪問を企画したが、ウィドウィドの賛同を得られず断念。その代わりにバリアド、ハマラグヒド、ブーホードレを訪問した。
2015年1月、チャツモ国は、ブーホードレ, Qararro, ハマラグヒド, バリアド, サーヘール, コリレイ, Buucaneなど、エチオピアとの国境付近の町を押さえていた。それに対して、ソマリランド政府はその西にあるオダンレに、プントランド政府はハドハドハンカにそれぞれが政府支援の建物を寄付すると発表した。
2015年9月、プントランド政府と国際連合食糧農業機関は共同で、致命的なヤギの感染症が流行しているKalshaale, Dhilaalo, スール・ジョグト, Hagoogane, Baleef ハマラグヒドなどブーホードレ地区の村々で、ヤギのワクチン接種を行った。
2016年1月、デュルバハンテ氏族が作った自称国家チャツモ国は、自身が支配しているブーホードレ、ハマラグヒド、バリアドと、ワルサンガリ氏族が作った自称国家マーヒル（形式上は2009年に消失しているが理念としては残っていた）を合わせてソマリア連邦の一構成国として認められることを目指し、ソマリア連邦の一部の議員の賛同も取り付けた。しかしその直後、ソマリランド軍がチャツモ国が本拠としていたブーホードレ地区のバリアドを占領した。ソマリランド軍はハマラグヒドも攻撃した。ただしチャツモ軍は事前に逃げ出し戦闘は無かった。
2017年11月の調査によると、ハマラグヒドなどブーホードレ周辺の村々から320人が欧州などに密出国し、ブーホードレ警察は同容疑で120人を逮捕した。
2018年5月、プントランド副大統領のアブディハキム・アブドゥラヒ・ハジ・ウマーがハマラグヒドを訪問し、歓迎された。訪問は、ソマリランド軍がブーホードレ地区攻撃の準備をしているとの話があったため。